# حنجره

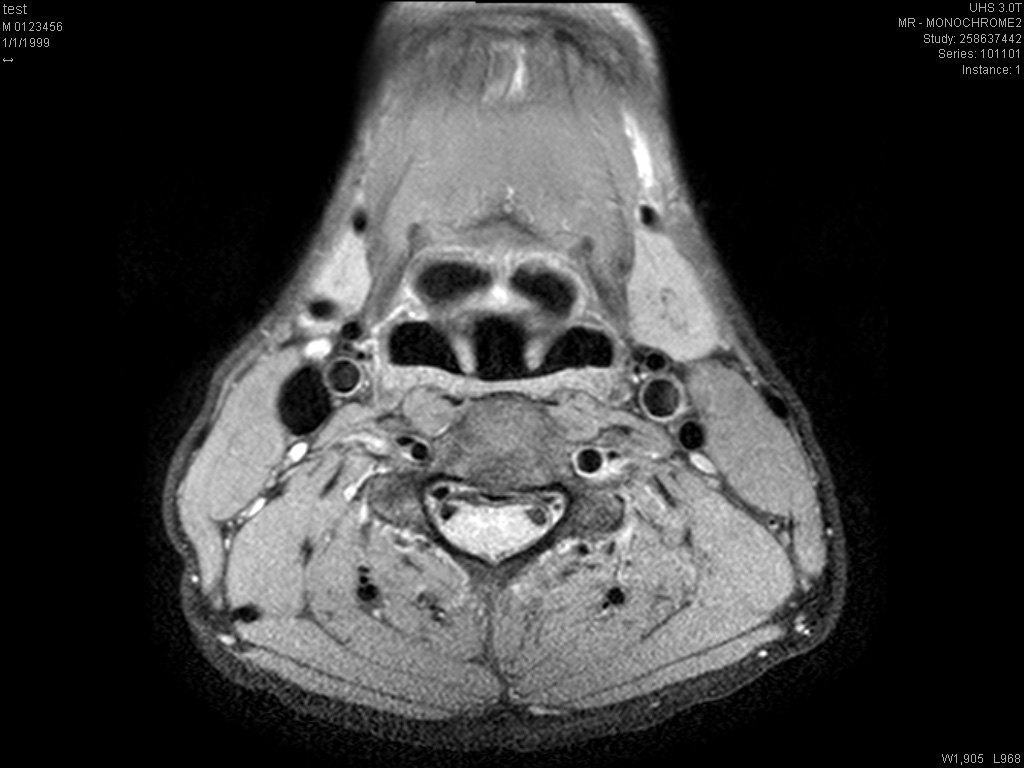
تصویری از حنجره (در وسط) بکمک ام آر آی با قدرت ۳ تسلا

حَنجَرَه، نای‌ِگََِلو، خشکنای، خشک‌نای، چاکنای، خِرتِلاق و گاهی خرخره (به انگلیسی: Larynx)، اندام تولیدکننده صوت در بدن است، و گذرگاه هوایی است که مابین بخش تحتانی حلق و نای واقع شده‌است.
واژهٔ «خرتلاق» به معنای حنجره است که گاهی عوام آن را «خرتناق» ادا می‌کنند.

## کارکردها

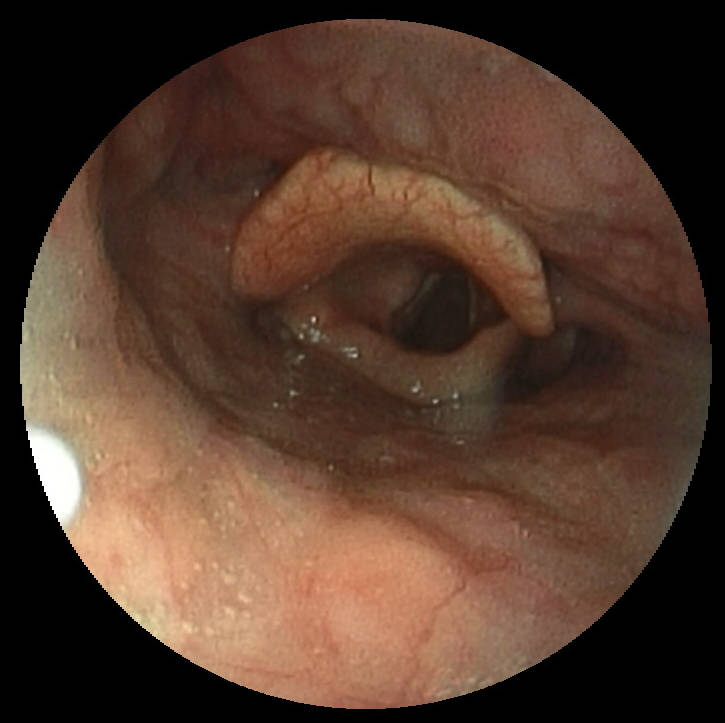
نمای داخلی دهان اپی گلوت

### محافظت از راه هوایی
فعالیت اصلی حنجره محافظت راه هوایی از ورود ذرات غذا و دیگر مواد نامطلوب است. این عمل به وسیله رشته‌رویدادهایی صورت می‌پذیرد که در اثر تماس لقمه غذا با نوک اپی‌گلوت یا چین‌های آری‌اپی‌گلوتیک (Aryepiglottic fold) آغاز می‌شود. بازوی حسی این قوس بازتابی عصب زبانی‌حلقی است و بازوی حرکتی آن از طریق عصب واگ اعمال می‌شود. نخستین رویداد در این سری مهار تنفس است. سپس تارهای صوتی حقیقی به شدت بسته می‌شوند که این کار سبب بسته شدن تارهای کاذب می‌شود. سپس این چین‌های آری‌اپیگلوتیک به طرف مدیال می‌آیند و اپی‌گلوت را به پشت می‌برند (توسط ماهیچه‌های درونی حنجره). در این هنگام ماهیچه‌های بیرونی گروه فوق لامی (سوپراهیوئید) فعال و همزمان گروه زیرلامی (اینفروهیوئید) شل می‌شوند. این رویداد سبب اعمال بُردار نیرویی در جهت بالا و جلو به حنجره می‌شود و سبب می‌شود که تحت محافطت قاعده زبان به حنجره در طی عمل بلع به بالا برود.

### تولید آوا
تولید صوت عمل فیزیولوژیک دیگر حنجره است. بر این اعتقادند که تولید صوت ناشی از بسته شدن ابتدایی قوی تارهای صوتی در حین بازدم است. بالا و پایین رفتن فشار داخل نای و باز و بسته شدن تارهای صوتی حقیقی و در نتیجه خارج شدن مقداری از هوا در دوره سبب تولید صدا می‌شود. هر فرایند پاتولوژیکی که توده تارهای صوتی یا توانایی بسته شدن آن‌ها را تغییر دهد، بر کیفیت صدا تأثیر خواهد گذاشت. این تغییر کیفیت صدا را گرفتگی صدا می‌نامند.

### تنفس
حنجره در عمل تنفس هم شرکت می‌کند. در دم عصب برگشت‌پذیر حنجره فعال می‌شود و سبب آبروکسیون تارهای صوتی می‌شود. این امر درست پیش از تحریک عصب فرنیک صورت می‌گیرد و سبب جریان یافتن هوا به درون شش‌ها می‌شود.

## عصب‌های حنجره
حنجره توسط شاخه‌هایی از عصب واگ که دهمین عصب جمجمه‌ای است عصب‌دهی می‌شود. این اعصاب شامل عصب حنجره‌ای فوقانی و عصب حنجره‌ای تحتانی هستند که هر کدام وظایف مهمی در عملکرد حنجره دارند.

### عصب حنجره‌ای فوقانی
این عصب به دو شاخه تقسیم می‌شود. شاخه داخلی که مسئول حس‌دهی به مخاط حنجره در قسمت‌های بالایی است و رفلکس سرفه را کنترل می‌کند. شاخه خارجی که عضله کریکوتیروئید را عصب‌دهی می‌کند و در تنظیم کشش تارهای صوتی نقش دارد. اگر این عصب آسیب ببیند ممکن است تغییر در صدا و کاهش حس محافظتی حنجره ایجاد شود.

### عصب حنجره‌ای تحتانی
این عصب مسیر عجیبی دارد. در سمت چپ از قوس آئورت و در سمت راست از زیر شریان سابکلاوین عبور می‌کند. این عصب مسئول کنترل حرکات بیشتر عضلات داخلی حنجره است و به مخاط قسمت‌های پایینی حنجره حس می‌دهد. آسیب به این عصب می‌تواند باعث فلج تارهای صوتی شود که در موارد یک طرفه باعث خشونت صدا و در موارد دو طرفه ممکن است منجر به انسداد راه هوایی شود.
این اعصاب از عصب واگ منشأ می‌گیرند و با عصب گلوسوفارنژیال که نهمین عصب جمجمه‌ای است در حس‌دهی به حلق همکاری می‌کنند.
این اعصاب در تولید صدا نقش حیاتی دارند. آنها از ورود غذا به راه‌های هوایی جلوگیری می‌کنند. در جراحی‌های ناحیه گردن به خصوص جراحی تیروئید باید مراقب این اعصاب بود چون آسیب به آنها عوارض جدی ایجاد می‌کند.

### نقش آنها در سلامت انسان
عصب‌های حنجره نقش بسیار مهمی در عملکردهای حیاتی بدن ایفا می‌کنند. این اعصاب نه تنها در تولید صدا و تنفس مؤثرند، بلکه در محافظت از راه‌های هوایی و فرایند بلع نیز اهمیت ویژه‌ای دارند.
این اعصاب به ما کمک می‌کنند تا بتوانیم صحبت کنیم و تنفس منظمی داشته باشیم. هنگام غذا خوردن، آنها با هماهنگی دقیق از ورود غذا به مسیرهای هوایی جلوگیری می‌کنند. این سیستم حفاظتی بسیار دقیق کار می‌کند و کوچکترین اختلال در آن می‌تواند مشکلات جدی ایجاد کند.
آسیب به عصب‌های حنجره می‌تواند باعث مشکلات مختلفی شود. از تغییرات صدا گرفته تا مشکلات جدی در تنفس. در موارد شدید، فرد ممکن است اصلاً نتواند به راحتی نفس بکشد. این وضعیت به ویژه پس از برخی جراحی‌های گردن ممکن است اتفاق بیفتد.
پزشکان هنگام انجام جراحی در ناحیه گردن، به ویژه جراحی تیروئید، باید بسیار مراقب این اعصاب باشند. روش‌های جدید جراحی سعی می‌کنند تا حد امکان از آسیب به این ساختارهای ظریف جلوگیری کنند. در برخی موارد، از دستگاه‌های مخصوصی برای کنترل عملکرد این اعصاب در حین عمل استفاده می‌شود.
دانشمندان در حال مطالعه روش‌های جدیدی برای ترمیم اعصاب آسیب دیده حنجره هستند. برخی تحقیقات امیدوارکننده نشان می‌دهند که ممکن است در آینده بتوان آسیب‌های این اعصاب را بهتر درمان کرد. این پیشرفت‌ها می‌تواند به بسیاری از بیماران کمک کند تا کیفیت زندگی بهتری داشته باشند.
ادامه
New chat
Message DeepSeek

## کالبدشناسی
حنجره شامل پرده‌های صوتی، و مشتمل بر ۹ عدد غضروف می‌باشد که عبارتند از:
- غضروف سپری (غضروف تیروئید)
- غضروف انگشتری (غضروف کریکوئید)
- برچاکنای (اپیگلوت)
- زوج غضروف‌های کوزه‌ای (آریتنوئید)
- زوج غضروف‌های شاخکی (کورنیکولیت)
- زوج غضروف‌های میخی‌شکل (کونئیفرم)

ماهیچه‌های حنجره دو گروه‌اند:
- ماهیچه‌های بیرونی
- ماهیچه‌های درونی
  - ماهیچه انگشتری‌سپری (عضله کریکوتیروئید)
  - ماهیچه انگشتری‌کوزه‌ای پشتی (عضله کریکوآریتنوئید خلفی)
  - ماهیچه انگشتری‌کوزه‌ای کناری (عضله کریکوآریتنوئید طرفی)
  - ماهیچه سپری‌کوزه‌ای (عضله تیروآریتنوئید)
  - ماهیچه عرضی و مایل کوزه‌ای

دو مفصل مهم در حنجره وجود دارد که زلالی (سینوویال) هستند و عبارتند از: مفصل انگشتری‌سپری (به غضروف سپری اجازه چرخش و لغزش را می‌دهد و به این ترتیب تغییر طول طناب‌های صوتی امکان‌پذیر می‌شود)، مفصل انگشتری‌کوزه‌ای (آریتنوئیدها را به هم نزدیک می‌کنند و جلو-عقب می‌کند و می‌چرخاند). آرتریت روماتوئید سبب التهاب مفاصل انگشتری‌کوزه‌ای (کریکوآریتنوئید) می‌شود. در زمان انتوباسیون اندوتراکئال ممکن است مفصل انگشتری‌کوزه‌ای را دچار دررفتگی کند.

## نگارخانه

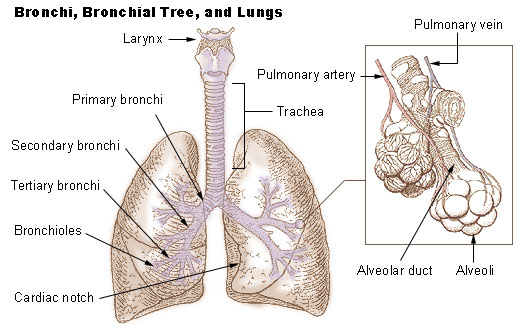
نایژه‌ها، درخت برونشی، و شش‌ها
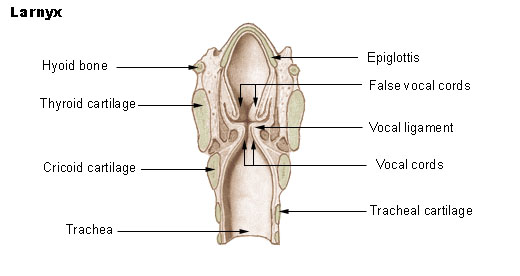
نمایی از حنجره
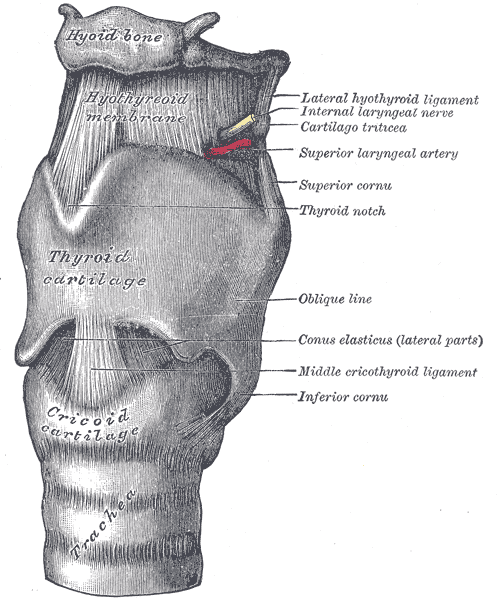
نمایی آنترولترالی از رباط‌های حنجره
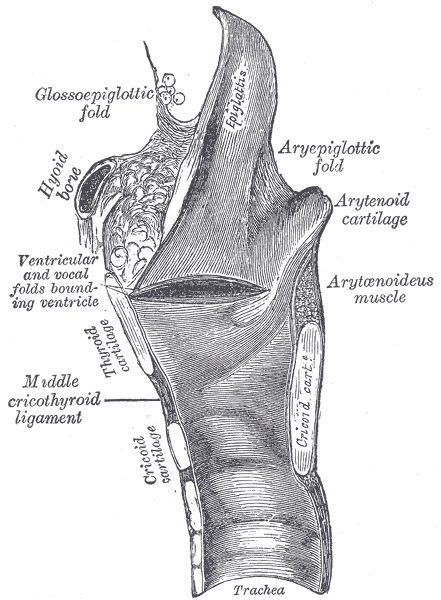
برشی چپ‌راستی از حنجره و قسمت بالای تراشه.
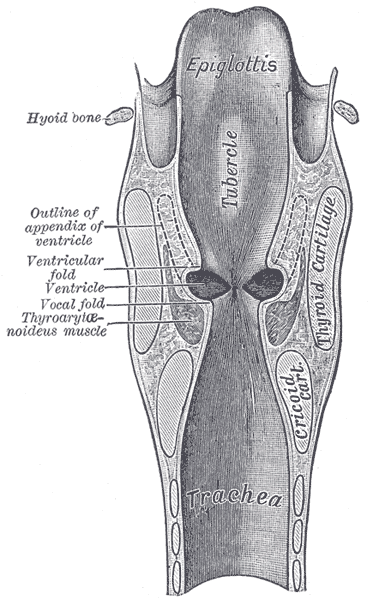
برشی پس‌وپیش از حنجره و قسمت بالای تراشه.
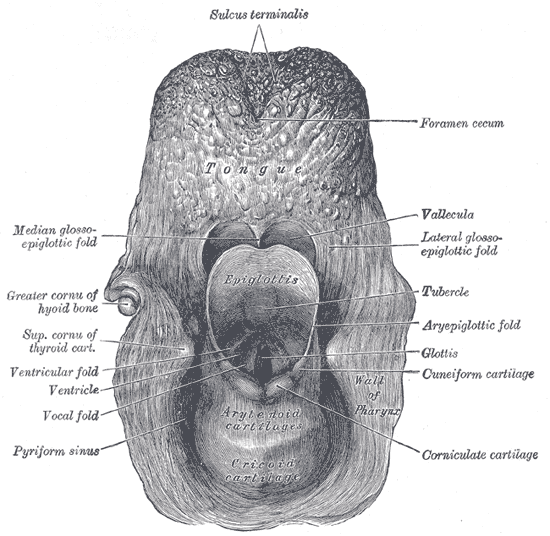
ورودی حنجره از پشت.
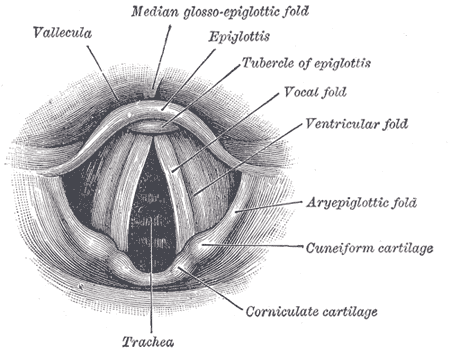
دیدی لارنگوسکوپیک از حنجره.
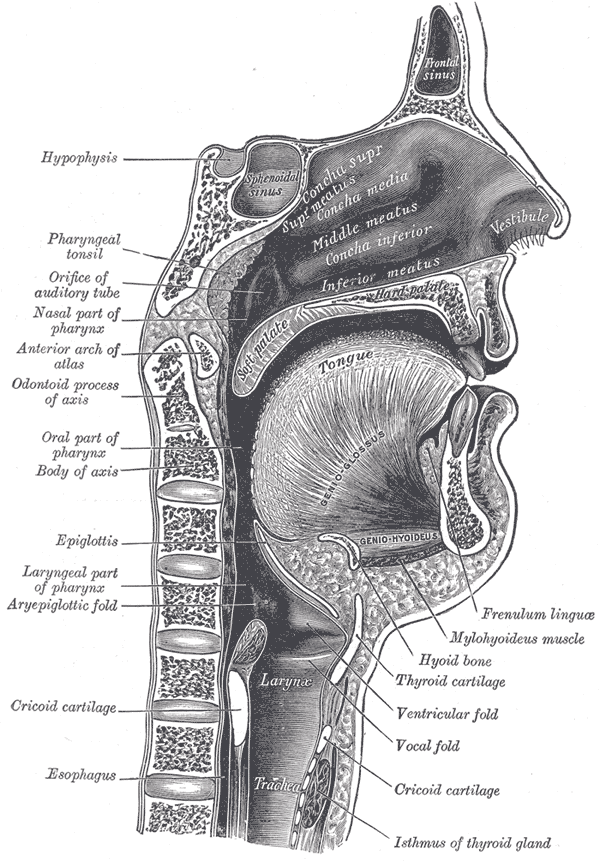
برشی چپ‌راستی از دهان، حنجره، و حلق.